# Muhammad ibn Saud
Muhammad bin Saud bin Muhammad Al Muqrin (arabisch محمد بن سعود بن محمد آل مقرن, DMG Muḥammad b. Saʿūd b. Muḥammad Āl Muqrin; * um 1700; † 1765) war von 1735 bis 1765 der Stammesführer und erste Imam der saudischen Dynastie.

## Leben
Muhammads Vater Saud war Herrscher von Dirʿiyya (1720–1725). Trotz der Ernennung zum Thronfolger wurde Muhammad aber zunächst von Said, einem Verwandten, von der Macht verdrängt. Erst nach dessen Ermordung 1735 konnte er die Herrschaft antreten.
Als Muhammad ibn Abd al-Wahhab 1744 nach Diriyya kam, verbündete Muhammad ibn Saud sich mit ihm und unterstützte die Verbreitung von dessen Lehre, dem Wahhabismus. Diese erfolgte auch durch die militärischen Erfolge Muhammad ibn Sauds im Kampf um die Vorherrschaft im zentralarabischen Nadschd. In Folge des Krieges, den die saudischen Wahhabiten im Namen des „wahren Islam“ gegen vermeintlich „ungläubige“ Stämme führten, konnten sie die Herrschaft über weite Teile des Nadschd erringen.
Die Allianz zwischen Abd al-Wahhab spielte für die Saudis eine wichtige Rolle sowohl in der Entstehung des ersten saudischen Staates als auch danach. Sie sicherte der Familie al-Wahhabs als religiöse Führer politische Macht und legitimierte die Herrschaft der Saudi-Dynastie wiederum durch die Religion.
Ab ca. 1750 überließ Muhammad die Führung der Kriegszüge seinem Sohn Abd al-Aziz. Allerdings kam es auch zu Rückschlägen. So erlitten die Wahhabiten 1764 gegen die Stämme von Nadschran eine schwere Niederlage. Muhammad ibn Saud starb 1765. Sein Sohn Abd al-Aziz konnte die Herrschaft (1765–1803) ohne Probleme antreten, wozu sicher auch die Unterstützung durch Muhammad ibn Abd al-Wahhab beitrug.

## Familie

### Brüder
Muhammad hatte 3 Brüder, die jeweils einen eigenen Zweig der Saudi-Dynastie begründeten:
- Thunayyan
- Mishari

- Farhan

Dem Thunayyan-Zweig entstammt der Emir Abdullah bin Thunayyan.
Sara Al Mishari, die Mutter des Emirs Abdul Rahmans, stammt aus dem Mishari-Zweig.
Bekannte heutige Mitglieder des Farhan-Zweigs sind Faisal bin Farhan und Badr bin Abdullah.

### Nachkommen
Muhammad hatte vier Söhne von seiner Frau Mudhi aus dem Stamm der Abu Watban:
- Faisal
- Saud
- Abdullah, Vater des Herrschers Turki

- Abd al-Aziz, folgte seinem Vater als Herrscher

Die späteren Könige von Saudi-Arabien stammen in männlicher Linie von Muhammads Sohn Abdullah und dessen Sohn Turki ab.